# Horné Zahorany
Horné Zahorany és un poble i municipi d'Eslovàquia. Es troba a la regió de Banská Bystrica.

## Història
La primera menció escrita de la vila es remunta al 1323.

## Demografia
| Godina             | 1994 | 2004   | 2014   | 2024    |
| ------------------ | ---- | ------ | ------ | ------- |
| Nombre de persones | 144  | 143    | 129    | 102     |
| Diferència         |      | −0,69% | −9,79% | −20,93% |

| Godina             | 2023 | 2024   |
| ------------------ | ---- | ------ |
| Nombre de persones | 99   | 102    |
| Diferència         |      | +3,03% |